# Ōdai
Ōdai (jap. 大台町 Ōdai-chō) – miasto w Japonii, na wyspie Honsiu, w prefekturze Mie. Według danych na rok 2020 miejscowość zamieszkiwało 8 668 mieszkańców , a gęstość zaludnienia wyniosła 23,9 os./km².